# Nikeforos av Konstantinopel
Nikeforos av Konstantinopel, död 828, var en patriark av Konstantinopel 806-815.
Nikeforos var vän till Theodoros av Studion och en framstående försvarare av bilddyrkan, åt vilken hans betydande teologiska skrifter är ägnade. Hans främsta historiska verk, Historia sytomos, omfattande tiden 602-769, är ett populärt upplagt verk, utmärkt för enkelhet och klarhet, med särskilt intresse för personliga detaljer och teologiska frågor, men med värdefulla exkurser, bland annat om bulgarerna. Den ibland ordagranna överensstämmelsen med Theofanes Confessor beror på en gemensam, idag okänd källa. Både före och efter sin tid levde han länge i kloster och landsflykt.